# Zdeněk Bezecný
Zdeněk Bezecný (* 1. prosince 1971 České Budějovice) je český historik, vysokoškolský učitel a politik, v letech 2010 až 2017 poslanec Poslanecké sněmovny PČR, v letech 2012 až 2016 zastupitel Jihočeského kraje, člen TOP 09.

## Vzdělání, profese a rodina
V roce 1994 vystudoval s aprobací český jazyk a dějepis Pedagogickou fakultu Jihočeské univerzity v Českých Budějovicích. V roce 2002 obhájil disertační práci na Filozofické fakultě Masarykovy univerzity v Brně. Od roku 1994 vyučuje na Jihočeské univerzitě. Je autorem a spoluautorem dvou knih a desítek vědeckých statí publikovaných doma i v zahraničí. Zabývá se především dějinami šlechty v moderní době. Vyučuje dějiny 19. století na Filozofické fakultě Jihočeské univerzity, na jejímž vedení se podílel jako proděkan pro studijní záležitosti. Působil jako proděkan pro pedagogickou činnost Filozofické fakulty JU. Má dvě děti, Vítka a Katku.

## Politická kariéra
Do roku 2009 byl členem KDU-ČSL, za níž v letech 1998–2006 zasedal v zastupitelstvu Českých Budějovic a předsedou kulturní komise rady města. V roce 2009 vstoupil do TOP 09, kde vykonává post místopředsedy krajské organizace v jižních Čechách. V listopadu 2015 byl na 4. celostátním sněmu TOP 09 v Praze zvolen členem předsednictva strany, od přítomných delegátů získal 97 hlasů. Funkci člena předsednictva strany zastával do listopadu 2017.
Ve volbách 2010 byl zvolen členem dolní komory českého parlamentu, díky 9,75 % preferenčních hlasů z třetího místa přeskočil jedničku na kandidátce, Vlastu Parkanovou. Ve volbách do Poslanecké sněmovny PČR v roce 2013 kandidoval v Jihočeském kraji jako lídr TOP 09 a STAN a byl zvolen poslancem z druhého místa, když jej v počtu preferenčních hlasů porazil František Vácha.
V letech 2010–2014 byl členem zastupitelstva statutárního města České Budějovice a v roce 2012 byl zvolen jako lídr kandidátky krajským zastupitelem Jihočeského kraje. V komunálních volbách v roce 2014 se pokoušel za TOP 09 obhájit post zastupitele města Českých Budějovic, ale neuspěl (stal se pouze prvním náhradníkem). Ve volbách v roce 2016 obhajoval jako člen TOP 09 na kandidátce subjektu PRO JIŽNÍ ČECHY – Starostové, HOPB a TOP 09 post zastupitele Jihočeského kraje, ale také neuspěl.
Ve volbách do Poslanecké sněmovny PČR v roce 2017 obhajoval svůj poslanecký mandát za TOP 09 v Jihočeském kraji, ale neuspěl.
Od roku 2021 je členem správní rady think-tanku politické strany Monarchiste.cz Královský institut politických nauk.